# Верх-Комишенка (Зоринський район)
Верх-Коми́шенка (рос. Верх-Камышенка) — село у складі Зоринського району Алтайського краю, Росія. Адміністративний центр Верх-Комишенської сільської ради.
Стара назва — Верх-Комишинка.

## Населення
Населення — 715 осіб (2010; 721 у 2002).
Національний склад (станом на 2002 рік):
- росіяни — 93 %